# Берда (станція)
Бе́рда — проміжна залізнична станція Запорізької дирекції Придніпровської залізниці на неелектрифікованій лінії Верхній Токмак I — Бердянськ між станціями Трояни (17 км) та Бердянськ (6 км). Розташована за 8,7 км на північ від станції Бердянськ в однойменому місті Запорізької області.

## Пасажирське сполучення
До 18 березня 2020 року на станції Берда зупинялися приміські поїзди сполученням Бердянськ — Пологи, надалі прямували до Запоріжжя (для поїздів на станції Пологи була встановлена тривала стоянка). Наразі приміське сполучення припинено на невизначений час.